# Mario Gariboldi
Mario Gariboldi (Bologna, 28 febbraio 1920 – Modena, 16 novembre 2004) è stato un generale italiano, che con il grado di sottotenente del Corpo degli alpini combatté durante la seconda battaglia difensiva del Don venendo insignito della medaglia d'argento al valor militare.
Catturato dai tedeschi dopo la firma dell'armistizio dell'8 settembre 1943 fu deportato in un campo di prigionia, dapprima in Polonia e poi in Germania. Liberato dopo la fine della guerra rientrò in servizio attivo nell'Esercito Italiano ricoprendo numerosi incarichi di rilievo tra i quali quelli di Addetto Militare presso l’Ambasciata italiana a Bonn, in Germania Occidentale, di comandante del 5º Reggimento alpini e poi della Brigata alpina "Julia", di vicecomandante del 4º Corpo d'armata alpino e di Sottocapo di Stato maggiore presso il Comando europeo della NATO. Una volta congedatosi ricoprì l’incarico di Vice Presidente Nazionale dell'istituto del Nastro Azzurro.

## Biografia
Nacque a Bologna nel 1920, figlio del colonnello Italo e della signora Maria Fagnocchi.
Nel 1939 si arruolò nel Regio Esercito entrando alla Regia Accademia Militare di Modena, da cui uscì nel maggio 1941 con la nomina a sottotenente in servizio permanente effettivo (s.p.e.) ed entrando in servizio presso il battaglione "Edolo", 5º Reggimento alpini, della 2ª Divisione alpina "Tridentina".
Al comando di un plotone addetto ai collegamenti con il comando di reggimento, il 20 luglio partì dalla stazione ferroviaria di Rivoli per il fronte russo, arrivando a Gorlowka, nel Donbass, il 31 luglio successivo. Il suo reparto entrò in zona d'operazione a Iagodny, sul basso Don, passando nel mese di novembre tra Berogoy e Bassonka, nel settore del medio Don. Dopo il successo dell’operazione Piccolo Saturno che, il 17 dicembre 1942, portò allo sfondamento del fronte e all’inizio della ritirata delle truppe dell’Asse, il suo reparto marciò per dieci giorni affrontando duri combattimenti con le truppe sovietiche a Opyt, a Postojali, e poi in quello finale di Nikolaevka il 26 gennaio 1943.
Promosso tenente per merito di guerra e insignito della Medaglia d'argento al valor militare. Rientrato in Italia, riprende servizio a Fortezza dove si trovava all'atto della firma dell'armistizio dell’8 settembre 1943. Catturato dai tedeschi viene internato in vari campi di prigionia in Polonia e Germania per poi essere liberato dopo la fine della guerra. Riprende servizio attivo nel novembre del 1945 in forza al Reggimento Speciale del Gruppo di Combattimento "Legnano".
Promosso capitano, dal 1946 al 1950 comandò la 6ª compagnia mortai del 6º Reggimento alpini e poi fu inviato a frequentare i corsi presso la Scuola di guerra dell'esercito. Promosso maggiore, dal 1952 al 1957 presta servizio nello Stato maggiore dell’esercito, settore addestramento, e dopo la promozione a tenente colonnello, tra il 1957 e il 1958 comandò il battaglione alpini “Gemona”. Nominato Capo di stato maggiore della Brigata alpina "Orobica", dopo la promozione a colonnello divenne Addetto Militare presso l’Ambasciata italiana a Bonn, in Germania Occidentale. Nel 1969 rientrò in Patria per assumere il comando del 5º Reggimento alpini, e una volta promosso generale di brigata, tra il 1972 e il 1973 fu comandante della Brigata alpina "Julia".
Chiamato a ricoprire delicati incarichi nello Stato maggiore dell'esercito, con il grado di generale di divisione, dal 1976 al 1978 ricoprì l’incarico di vice comandante del 4º Corpo d'armata alpino. Promosso al grado di generale di corpo d'armata, nel periodo 1978-1980 ricoprì l’incarico di comandante della Regione Militare Nord-Est e dal 1980 al 1983 quello di Sottocapo di Stato maggiore presso il Comando europeo della NATO. Congedatosi definitivamente il 1 marzo 1983, si stabilì a Modena dove si spense il 16 novembre 2004. Sposato con la signora Marisa, la coppia ebbe due figli, Vittorio e Marco. La salma venne successivamente tumulata nella tomba di famiglia presso il cimitero di Lodi.

### Annotazioni
1. ↑  Allora in servizio presso il VI Corpo d'armata che aveva quartier generale nella città felsinea.
2. ↑  Con la seguente motivazione …noncurante dei gravi rischi sotto il fuoco nemico, spingendosi talvolta oltre le posizioni avanzate e sostenuto vittoriosamente scontri con pattuglioni nemici, riusciva in ogni contingenza ad assolvere il difficilissimo compito….
3. ↑  Tale Reggimento Speciale era formato dai battaglioni alpini “Piemonte” e “L’Aquila”.
4. ↑  Entrò subito a far parte della locale Sezione dell’Associazione Nazionale Alpini impegnandosi in particolare a creare, addestrare e rendere operativo il servizio volontariato di Protezione Civile della Sezione che affronterà poi con impegno e disponibilità le emergenze in Valtellina, Armenia, Alessandria, Alto Tanaro, ecc.

### Fonti
1. 1 2 3 4 5 6 7 8 9 10 11 12 13  Noialpini.
2. 1 2 3 4 5  Grande folla per l’addio al generale Gariboldi, in Gazzetta di Modena, Modena, 19 novembre 2004.
3. ↑  Quirinale - scheda - visto 21 agosto 2017